# الدوري الأردني 1973
إحصائيات الدوري الأردني لكرة القدم في موسم 1973.

## نظرة عامة
فاز النادي الفيصلي بالبطولة.

## وصلات خارجية
- موقع الاتحاد الأردني لكرة القدم